# Cantus firmus
Cantus firmus (latin for fast sang; forkortet c.f.) er et musikudtryk for en stemme i polyfon musik, som synger/spiller en gennemgående melodi, mens andre stemmer danner kontrapunkt hertil. Historisk har komponisterne ofte anvendt i forvejen kendte melodier som cantus firmus, bl.a. gregorianske melodier, koralmelodier eller verdslige sange.
Cantus firmus-teknik var stort set enerådende i den første flerstemmige musik i middelalderen og frem til omkring år 1500. C.f. lå oftest i tenorstemmen. I renæssancen gik tendensen snarere imod at ligestille stemmerne. Men også i senere tiders musik forekommer c.f. ofte, fx i Johann Sebastian Bachs orgelkoraler.